# 碧荔
碧荔（英語：Dhunjeebhoy Ruttonjee Bisney），印度巴斯人，澳門、香港與印度貿易的富商名人。碧荔是古波斯的拜火教祆教徒，當年是香港有名的教派，與麼地 、J.H.律敦治、天星小輪之前身九龍小輪創辦人米泰華拉等是同一宗教 。碧荔約1841年從澳門移居香港，是最早從澳門移居香港的四位巴斯商人之一。在同年六月香港英屬歷史上第一次的政府土地公開拍賣中投得十號碼頭地段，從事客運事業。同時與其他巴斯及歐美商人一起創立匯豐銀行。而碧荔道更以他命名以作紀念。

## 以其命名事物
- 碧荔道